# McDonnell Douglas MD-80
McDonnell Douglas MD-80 je série amerických dvoumotorových úzkotrupých dopravních letounů původně vyráběných společností McDonnell Douglas. Projekt MD-80 vznikl jako vylepšená verze letounu DC-9 Super 80. V závislosti na variantě a konfiguraci sedadel může pojmout 130 až 172 cestujících.
Výroba MD-80 začala v roce 1979 a do služby nastoupil 10. října 1980 u Swissair. Série zahrnuje typy MD-81, MD-82, MD-83, MD-87 a MD-88. Všechny mají stejnou délku trupu kromě zkráceného MD-87. Výroba skončila 21. prosince 1999 předáním posledního MD-80 společnosti TWA. Hlavními uživateli byly American Airlines, Delta Air Lines, Allegiant Air a Alitalia. V roce 1995 následovala upravená verze v podobě MD-90 a Boeing 717 (původně MD-95) v roce 1999.

## Nehody a incidenty
- Patrně nejznámější havárií byl let 255 letecké společnosti Northwest dne 16. srpna 1987. Ihned po startu v Detroitu ve státu Michigan se letadlo chybou pilotů (nevystavené vztlakové klapky) nemohlo vznést, přeletělo konec dráhy ve výšce asi 15 m nad zemí a křídlem zachytilo o stožár osvětlení na parkovišti a shořelo. Havárii ze 149 cestujících přežila jen čtyřletá holčička.

- Dne 20. srpna 2008 došlo na madridském letišti Bajaras k havárii letounu MD-82 (rok výroby 1993), letu JK 5022 z Madridu do Las Palmas na ostrově Gran Canaria. Letadlo startovalo s hodinovým zpožděním kvůli technickým problémům. Jeden cestující chtěl před startem vystoupit, palubní personál mu to však neumožnil. Neštěstí se stalo přibližně ve 14:45 SEČ. Letadlo nemělo vysunuté vztlakové klapky, při pokusu o vzlet tedy nemělo dostatečný vztlak a po několika sekundách dopadlo zpět. Odrazilo se a pokračovalo v pohybu ještě asi 1 km mírně šikmo dolů, vpravo od dráhy. Při tom se rozlomilo a začalo hořet. Nehoda si vyžádala 154 lidských životů.

## Specifikace

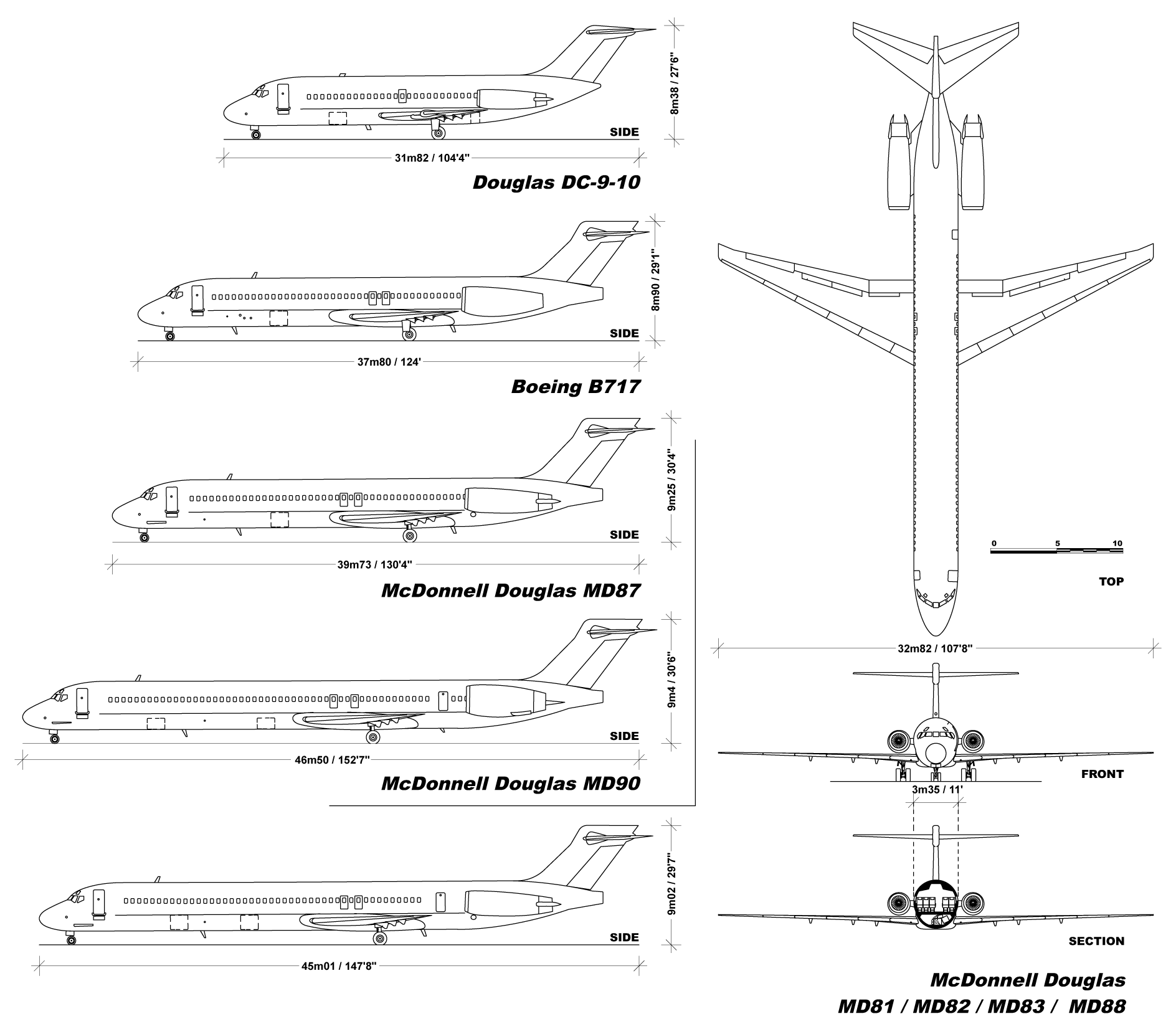
Porovnání DC-9, Boeingu 717 a variant MD-80

| Varianta          | MD-81/82/83/88 | MD-87                                                                          |
| ----------------- | --- | ------------------------------------------------------------------------------ |
| Posádka kokpitu   | Dva | Dva                                                                            |
| 1 třída           | 155Y @32-33" (max 172) | 130Y @31-33" (max 139)                                                         |
| 2 třídy           | 143: 12J @ 36" + 131Y@ 31-34" | 117: 12J+105Y                                                                  |
| Délka             | 147 stop 8 inches (45,01 m) | 130 stop 4 inches (39,73 m)                                                    |
| Křídlo            | rozpětí 107 stop 8 inches (32,82 m), nosná plocha 1 209 square feet (112,3 m2)                                                               | rozpětí 107 stop 8 inches (32,82 m), nosná plocha 1 209 square feet (112,3 m2) |
| Výška kormidla    | 29 stop 7 inches (9,02 m) | 30 stop 4 inches (9,25 m)                                                      |
| Šířka             | 131.6 in / 334.3 cm fuselage, 122.5 in / 311.2 cm cabin                                                                                      | 131.6 in / 334.3 cm fuselage, 122.5 in / 311.2 cm cabin                        |
| Cargo             | 1 253 cubic feet (35,5 m3) -83/88: 1 013 cubic feet (28,7 m3)                                                                                | 938 cubic feet (26,6 m3)                                                       |
| Prázdná hmotnost  | 77 900–79 700 liber (35 300–36 200 kg) | 73 300 liber (33 200 kg)                                                       |
| MTOW              | -81: 140 000 liber (63 500 kg) -82: 149 500 liber (67 800 kg) -83/88: 160 000 liber (72 600 kg)                                              | 140 000–149 500 liber (63 500–67 800 kg)                                       |
| Cestovní rychlost | Mach 0,8 (472 kn; 873 km/h) | Mach 0,8 (472 kn; 873 km/h)                                                    |
| Dolet             | -81: 1 800 námořních mil (3 300 km) @ 137 pax -82: 2 050 námořních mil (3 800 km) @ 155 pax -83/88: 2 550 námořních mil (4 720 km) @ 155 pax | 2 400–2 900 námořních mil (4 400–5 400 km)                                     |
| Vzlet             | 7,200–8,000 stop (2,195–2,438 m) | 7,500 stop (2,286 m)                                                           |
| Kapacita paliva   | 5 850 US gallon (22 100 L) -83/88: 7 000 US gallon (26 000 L)                                                                                | 5 850 US gallon (22 100 L) -83/88: 7 000 US gallon (26 000 L)                  |
| Motory (×2)       | Pratt & Whitney JT8D-200 | Pratt & Whitney JT8D-200                                                       |
| Tah (×2)          | 18 500–21 000 pounds-force (82–93 kN) | 18 500–21 000 pounds-force (82–93 kN)                                          |